# Harmeriella terebrans
Harmeriella terebrans is een mosdiertjessoort uit de familie van de Harmeriellidae. De wetenschappelijke naam van de soort is voor het eerst geldig gepubliceerd in 1940 door Borg.